# Ramón María Narváez
Ramón María Narváez y Campos (Loja, 5 agosto 1800 – Madrid, 23 aprile 1868) è stato un nobile, generale e politico spagnolo.

## Biografia
Nato a Loja, Ramon Maria era figlio di José María de Narváez y Porcel, I conte di Cañada Alta, e di sua moglie María Ramona de Campos y Mateos. Ancora giovanissimo entrò nell'esercito spagnolo e conobbe un servizio particolarmente attivo sotto il comando di Francisco Espoz y Mina in Catalogna nel 1822.
Conservatore per tendenza personale, non poté supportare però completamente l'opposizione radicale di Ferdinando VII presso il quale giurò fedeltà dopo la restaurazione. Quando il re morì nel 1833, Narváez divenne uno strenuo sostenitore della politica conservatrice della regina Isabella II.
Egli ottenne grande popolarità grazie alla sua vittoria su Miguel Gómez Damas, il generale carlista, nella Battaglia di Majaceite presso Arcos de la Frontera, nel novembre del 1836. Dopo essersi dedicato all'epurazione dei briganti dalla provincia della Mancia con una vigorosa politica di repressione nel 1838 venne nominato capitano generale della Vecchia Castiglia e comandante in capo della riserva d'esercito.
Nel 1840, per la parte che aveva avuto a Siviglia nell'ambito dell'insurrezione contro Baldomero Espartero, conte di Luchana ed il partito progressista, venne costretto a cercare rifugio in Francia ove, assieme alla regina Maria Cristina, pianificò la spedizione del 1843 che detronizzò Espartero.
Il 3 maggio 1844 Narváez divenne il 26º primo ministro di Spagna ed il 1º luglio di quello stesso anno ottenne anche la carica di ministro degli esteri, mantenendola sino al 21 agosto di quello stesso anno. Il 18 novembre 1845 venne creato feldmaresciallo e Duca di Valencia, ma la sua politica troppo reazionaria non venne a lungo tollerata ed egli venne costretto a lasciare i propri incarichi il 12 febbraio 1846. Si dedicò dunque alla carriera diplomatica ed ottenne il posto di ambasciatore a Parigi sino al 16 marzo di quello stesso anno, quando venne nuovamente chiamato a presiedere il consiglio dei ministri, sino al 4 aprile di quell'anno e nuovamente gli affari esteri dal 16 marzo al 5 aprile 1846. Divenne ancora una volta primo ministro e ministro degli affari esteri dal 23 ottobre 1847, ma a causa di incomprensioni con la regina Maria Cristina venne costretto a rassegnare le proprie dimissioni prima da ministro degli esteri (23 ottobre 1847) e poi da primo ministro (19 ottobre 1849). Il 20 ottobre 1849, ad ogni modo, venne richiamato al suo incarico di primo ministro, rimanendo tale sino al 10 gennaio 1850.
Dopo un periodo di pausa durante il quale il generale Leopoldo O'Donnell, duca di Tetuan fu primo ministro tra il 12 ottobre 1856 ed il 15 ottobre 1856, tornò nuovamente al potere per alcuni mesi come primo ministro dal 16 settembre 1864 al 19 maggio 1865. Rimpiazzò nuovamente O'Donnell come primo ministro nel 1866 e rimase in carica sino al 1868.
Sposò la nobildonna francese Marie Alexandrine de Tascher.
Venne succeduto nei suoi titoli da suo nipote, figlio di suo fratello maggiore José de Narváez y Campos, II conte di Cañada Alta, José María de Narváez y Porcel (m. 1890), che divenne così II duca di Valencia, I marchese di Oquendo, III conte di Cañada Alta e II visconte di Aliatar.